# Sudski proces Roe protiv Wade
Sudski proces Roe protiv Wadea je sudski proces iz 1973. godine pred američkim Vrhovnim sudom, nakon kojeg je u SAD-u bio legaliziran pobačaj na zahtjev iz bilo kojeg razloga do vremena trudnoće kada fetus može preživjeti bez majke (obično do 7. mjeseca). Nakon 7. mjeseca pobačaj se dozvoljava, ako je ugrožen život majke. Ovaj sudski proces jedan je od najraspravljanijih u povijesti američkog Vrhovnog suda. U lipnju 2022. godine Vrhovni sud poništio je presudu iz 1973. i ustvrdio da američki ustav ne spominje pravo na pobačaj, te je odlučivanje o zabrani pobačaja prepušteno pojedinim saveznim državama.
Norma L. McCorvey  (pseudonim "Jane Roe") ostala je trudna 1969. godine. Prijatelji su je savjetovali da izjavi da je silovana, jer bi u tom slučaju mogla pobaciti. To je otpalo, jer nije bilo policijskog očevida. Obratila se odvjetnicama Sarah Weddington i Lindi Coffee, koje su malo prije toga diplomirale pravo na Pravnom fakultetu Sveučilišta u Texasu (University of Texas Law School). Zahtijevale su, da sud dopusti Normi McCorvey da pobaci, te je podignuta tužba protiv dallaskog okružnog tužitelja Henryja Wadea na osnovu tvrdnje da je teksaški zakon o pobačaju protuustavan. Naime, kao i u drugim američkim saveznim državama pobačaj je zbog smrtonosnih infekcija u Teksasu bio zakonski zabranjen, 1854. ga donijevši u jednom od najkonzervativnijih oblika među federalnim državama. Kako je nakon teksaške presude o neustavnosti zakona tužitelj najavio da će ga primjenjivati i dalje, slučaj je žurno došao do američkog Vrhovnog suda, koji je u reprezentativnom slučaju dozvolio Normi McCorvey da pobaci donijevši odluku 22. siječnja 1973. zajedno sa sudskim procesom Doe protiv Boltona. Suci su glasovali 7:2.
Tri su godine prošle od početka slučaja do pravomoćne presude i ukidanja zabrane pobačaja, pa Norma McCorvey ipak nije imala priliku pobaciti, nego je rodila živo dijete koje je dano na usvajanje, ali je zakon ostao na snazi do današnjih dana. 1995. McCorvey je izjavila da u vrijeme sudskog procesa nije bila dovoljno informirana o pojedinostima postupka od strane odvjetnika i da nije bila upućena što stvarno pobačaj jest, te da ne bi sudjelovala u tome, da je znala punu istinu. U to vrijeme se pridružila protupobačajnim kampanjama propovjednika Flipa Benhama pa Franka Pavonea, tijekom javnih nastupa prikupljajući sredstva za njihove inicijative a na koncu osnovavši i vlastitu vjersku sljedbu. Od vremena prve Reaganove nominacije za sastav Vrhovnog suda SAD je u više navrata mijenjala izjave da bi 1987. na novinarsko pitanje odgovorila kako je ta njena trudnoća bila "neplanirani rezultat slučajne veze".
Protivnici prava na izbor pobačaja kontinuirano su tražili ukidanje ove sudske presude. Na godišnjicu 22. siječnja svake godine ispred zgrade Vrhovnog suda u Washingtonu održava se miroljubivi hod na kojem se o 40. obljetnici presude okupilo pola milijuna ljudi.